# Stiúrthóireacht na Faisnéise
Il Stiúrthóireacht na Faisnéise (irlandese: Direzione delle Informazioni) (spesso chiamato G2 o G-2) è l'agenzia nazionale di intelligence della Repubblica di Irlanda. L'organismo è una sezione delle forze armate irlandesi.
Comunemente nelle Irish Defence Forces è definito Defence Forces Directorate of Intelligence.

## Ruolo e organizzazione
Il ruolo del direttorato è:
- provvedere all'intelligence operativa e alla sicurezza globale delle forze irlandesi;
- provvedere alla sicurezza dello Stato e dei suoi interessi (sia interni che esteri);

La Defence Intelligence Section del direttorato è composta da sottufficiali (NCOs) e ufficiali. Essa ha il compito di fornire il supporto di intelligence alle Defence Forces. Lo staff controlla attivamente situazioni politiche, economiche, sociali e militari rilevanti per produrre studi strategici a supporto delle operazioni.
La National Security Intelligence Section si occupa delle minacce allo Stato e alle Defence Forces. L'attività include l'identificazione, il monitoraggio e la stima delle possibili minacce agli interessi nazionali irlandesi, la difesa dallo spionaggio di servizi esteri, organizzazioni criminali, gruppi terroristici. La Counter-Intelligence è inoltre parte della sezione suddetta e le attività anti-sovversione, antisabotaggio, antiterrorismo e sicurezza fisica.
Sebbene sia un piccolo servizio, il personale del G2 regolarmente si addestra e collabora con servizi esteri, agenzie governative e non per condividere informazioni e modi d'agire.

## Addestramento e Selezione
Il personale ufficiale e sottufficiale può segnalarsi per entrare nel Directorate of Intelligence. Le Irish Defence Forces attivamente includono l'intelligence come parte dell'addestramento dei militari, ma il personale che entra nel servizio è ulteriormente specializzato.
Il corso di specializzazione è organizzato dalle Defence Forces autonomamente ed è unico sia per ufficiali che sottufficiali. Il corso dura 5 settimane e copre i più importanti argomenti di intelligence. Il corso è poi integrato da un ulteriore "on job trainint" (tirocinio) presso il direttorato. Si studia inoltre lingue straniere, cultura e movimenti radicali.

## Seconda guerra mondiale
Il G2 ha giocato un ruolo cruciale nell'individuazione e arresto di 13 spie tedesche durante "L'emergenza" (come è chiamata nella neutrale Irlanda la Seconda Guerra Mondiale). Dal 1942 il Chieff Staff Officer del G2 era il Colonnello Dan Bryan, che collaborava strettamente nella decodifica dei codici con Richard Hayes, il Direttore della Libreria Nazionale d'Irlanda.